# Maud (Oklahoma)
Maud es una ciudad ubicada en los condados de Pottawatomie y Seminole en el estado estadounidense de Oklahoma. En el año 2010 tenía una población de 1048 habitantes y una densidad poblacional de 419,2 personas por km².

## Geografía
Maud se encuentra ubicada en las coordenadas 35°7′55″N 96°46′39″O / 35.13194, -96.77750 (35.131809, -96.777527).

## Demografía
Según la Oficina del Censo en 2000 los ingresos medios por hogar en la localidad eran de $22,604 y los ingresos medios por familia eran $27,847. Los hombres tenían unos ingresos medios de $26,944 frente a los $15,625 para las mujeres. La renta per cápita para la localidad era de $12,719. Alrededor del 22.7% de la población estaban por debajo del umbral de pobreza.
Es la ciudad natal de la cantante Wanda Jackson.